# Chloroclystis grisea
Chloroclystis grisea là một loài bướm đêm trong họ Geometridae.